# Elaphe bimaculata
Elaphe bimaculata là một loài rắn trong họ Rắn nước. Loài này được Schmidt mô tả khoa học đầu tiên năm 1925.